# اقتل أعزائك
أقتل أعزائك (بالإنجليزية: Kill Your Darlings)‏ هو فيلم دراما أمريكي من إخراج جون كروكيداس وأُصدر في الولايات المتحدة سنة 2013.

## طاقم التمثيل
- دانيال رادكليف
- بن فوستر
- مايكل هول
- إليزابيث أولسن
- جينيفر جيسون لي
- ديفيد كروس
- قالب:دين ديهان

## القصة
هذا الفيلم يضئ على المرحلة المظلمة في حياة الشاعر واصدقائه جاك كيرواك ووليام بوروز ولوسيان كار حين كانوا شباناً، والتي ارتبطت بجريمة قتل فكانت دافعاً لولادة تيار عرف بالبيت جينيرايشن أو الجيل المهزوم.

## الميزانية والإيرادات
حقق أرباحاً تقدر بـ 2,000,000 دولار.

## روابط خارجية
- اقتل أعزائك على موقع IMDb (الإنجليزية)
- اقتل أعزائك على موقع ميتاكريتيك (الإنجليزية)
- اقتل أعزائك على موقع روتن توميتوز (الإنجليزية)
- اقتل أعزائك على موقع نتفليكس (الإنجليزية)
- اقتل أعزائك على موقع قاعدة بيانات الأفلام العربية
- اقتل أعزائك على موقع ألو سيني (الفرنسية)
- اقتل أعزائك على موقع Turner Classic Movies (الإنجليزية)
- اقتل أعزائك على موقع أول موفي (الإنجليزية)
- اقتل أعزائك على موقع بوكس أوفيس موجو (الإنجليزية)
- اقتل أعزائك على موقع فيلمافينيتي (الإسبانية)